# Anni '60 (miniserie televisiva)
Anni '60 è una miniserie televisiva italiana del 1999, diretta da Carlo Vanzina.
La miniserie è ambientata nell'Italia degli anni Sessanta, con diverse esperienze personali che si incrociano, basate sulla cultura, sugli usi e le mode degli anni del boom economico. La miniserie è strutturata in episodi, che a volte si intrecciano tra loro.
Girata a Roma e a Forte dei Marmi, è stata trasmessa in prima visione da Canale 5 dal 3 al 24 ottobre 1999.

## Trama
Nell'Italia di metà anni Sessanta, ancora in pieno boom economico, si intrecciano le vicende di varia umanità.
Vittorio Ferrari, milanese, è un perditempo sfaticato e senza soldi, dedito più che altro alle corse dei cavalli, il quale è sempre in cerca di modi, leciti o meno, per cambiare vita onde poter riconquistare la moglie Giulia e non deludere le aspettative che ripone in lui l'amato figlio Luca. Marietto è un tranquillo marito della provincia veneta, fin troppo succube della moglie, il quale negli anni pre-rivoluzione sessuale scopre pian piano come amici e conoscenti siano in realtà molto meno morigerati di quanto vogliano dare a intendere. Nino Diamanti è invece un ricco palazzinaro romano e grande evasore fiscale, alle prese con un integerrimo ispettore delle tasse, il dottor D'Alessio, napoletano; le famiglie dei due finiscono controvoglia per incrociarsi anche per via del rapporto sentimentale che si instaura tra la figlia di Diamanti, Alessandra, e il figlio di D'Alessio, Luigino.